# كاتالينا كريستيا
كاتالينا كريستيا (بالرومانية: Cătălina Cristea)‏ مواليد 2 يونيو 1975 في بوخارست، هي لاعبة كرة مضرب رومانية سابقة بدأت مسيرتها كمحترفة سنة 1990 وكانت تلعب باليد اليمنى، اعتزلت اللعب في 2005. أعلى تصنيف لها في الفردي كان المركز الـ 59 في سنة 1997. سبق أن شاركت في دورة الألعاب الأولمبية الصيفية.

## روابط خارجية
- كاتالينا كريستيا على موقع رابطة محترفات التنس (الإنجليزية)
- كاتالينا كريستيا على موقع الاتحاد الدولي لكرة المضرب (الإنجليزية)
- كاتالينا كريستيا على موقع كأس بيلي جين كينغ (الإنجليزية)
- كاتالينا كريستيا على موقع خلاصة التنس.كوم (الإنجليزية)
- كاتالينا كريستيا على موقع أوليمبيديا (الإنجليزية)